# Integrative Lernwerkstatt Brigittenau
Die Integrative Lernwerkstatt Brigittenau ist eine Volksschule und Mittelschule in Wien.

## Pädagogische Arbeit, Ausstattung und Angebote
Die Integrative Lernwerkstatt Brigittenau hat 19 Klassen und 372 Schüler der 1. bis 8. Schulstufe (Stand: 2014/15).
Im Jahr 2014 wurde die Schule mit dem Anerkennungspreis zum Österreichischen Schulpreis ausgezeichnet.